# Nola pygmaria
Nola pygmaria är en fjärilsart som beskrevs av Fabricius 1794. Nola pygmaria ingår i släktet Nola och familjen trågspinnare. Inga underarter finns listade i Catalogue of Life.